# Celspinnen
Celspinnen (Dysderidae) zijn een familie van spinnen bestaande uit 511 soorten in 24 geslachten.

## Geslachten
- Cryptoparachtes Dunin, 1992
- Dasumia Thorell, 1875
- Dysdera Latreille, 1804
- Dysderella Dunin, 1992
- Dysderocrates Deeleman-Reinhold & Deeleman, 1988
- Folkia Kratochvíl, 1970
- Harpactea Bristowe, 1939
- Harpactocrates Simon, 1914
- Holissus Simon, 1882
- Hygrocrates Deeleman-Reinhold, 1988
- Kaemis Deeleman-Reinhold, 1993
- Mesostalita Deeleman-Reinhold, 1971
- Minotauria Kulczynski, 1903
- Parachtes Alicata, 1964
- Parastalita Absolon & Kratochvíl, 1932
- Rhode Simon, 1882
- Rhodera Deeleman-Reinhold, 1989
- Sardostalita Gasparo, 1999
- Speleoharpactea Ribera, 1982
- Stalagtia Kratochvíl, 1970
- Stalita Schiødte, 1847
- Stalitella Absolon & Kratochvíl, 1932
- Stalitochara Simon, 1913
- Tedia Simon, 1882

## Taxonomie
- Zie lijst van celspinnen voor een volledig overzicht.

## Soorten in België
De volgende celspinnen komen in België voor:
- Dysdera crocata (C.L. Koch, 1838) - (Roodwitte celspin)
- Dysdera erythrina (Walckenaer, 1802) - (Boscelspin)
- Harpactea hombergi (Scopoli, 1763) - (Schorscelspin)
- Harpactea rubicunda (C.L. Koch, 1838) - (Grote schorscelspin)

## Soorten in Nederland
De volgende celspinnen komen in Nederland voor:
- Dysdera crocata (C.L. Koch, 1838) - (Roodwitte celspin)
- Dysdera erythrina (Walckenaer, 1802) - (Boscelspin)
- Harpactea hombergi (Scopoli, 1763) - (Schorscelspin)